# Перегонное пчеловодство
Перегонное пчеловодство — пчеловодческая система, связанная с сохранностью пчёл при медоотборе путём их пересаживания в
заранее подготовленную дуплянку.
У многих народов издавна сложилось отношение к пчеле как к святому существу, почитаемому за его пользу и трудолюбие. Убивать пчелу считалось грехом. При этом использовались методы медоотбора, связанные с выкуриванием пчёл едким дымом, которые не давали пчёлам шанса на спасение.
Предпринималось много попыток поиска способов отбора мёда без умерщвления пчёл. В технологию пчеловодства пасечники ввели перегон.
Из лучших семей, от которых намечали взять мёд, пчёл пересаживали в новые заранее приготовленные дуплянки, с прикреплёнными к потолку кусками сотов с мёдом. Улей с пчёлами относили в сторону, опрокидывали и выкуривали пчёл дымом. Пчёлы поднимались вверх, на дуплянку ставили другую ранее подготовленную дуплянку. Место стыка обвязывали холстиной. Переход пчёл ускоряли постукиванием по нижнему улью. Верхний улей с пчёлами ставили на место старого улья, а освобождённый уносили и вырезали из него соты. При такой перегонной системе пчелиные семьи оставались живыми.
Перегон проводили за 2 недели до окончания медосбора или перед последней кочевкой. Семьи-перегоны, успевшие отстроить гнездо и запастись мёдом на зиму, становились «зимовиками».
Из других способов перегона использовали соединение пчелиных семей по две-три в одну или разгоняли пчёл по соседним ульям.

## Перегон пчёл
Это переселение пчелиных семей в новые или обеззараженные ульи с целью борьбы с американским и европейским гнильцом, а также при мешётчатом расплоде.